# Ubbeston
Ubbeston – wieś i civil parish w Anglii, w hrabstwie Suffolk, w dystrykcie East Suffolk. Miejscowość liczy 95 mieszkańców.